# Air Mauritanie
Air Mauritanie war eine staatliche mauretanische Fluggesellschaft.

## Geschichte
Air Mauritanie wurde 1962 vom Staat gegründet und startete ein Jahr später den Flugbetrieb mit einer Fokker F-27. Seit 1983 wurden zwei Fokker F28 eingesetzt, am Kapital ist Air Afrique beteiligt. Mit Iberia und Royal Air Maroc wurde bei Flügen nach Gran Canaria und Casablanca zusammengearbeitet. 1998 wurde eine ATR 42 geleast, diese musste aber wieder zurückgegeben werden. Als Ersatz wurde noch eine Fokker F28 angeschafft.
Air Mauritanie hatte in England Flugverbot. Air Mauritanie stellte den eigenen Flugbetrieb im September 2007 wegen Zahlungsunfähigkeit und Mangel an Fluggerät ein und least seitdem nur noch verschiedene Frachtflugzeuge. Das Unternehmen wurde im Oktober 2007 aufgelöst.

## Flotte
Aberdeen Airways betrieb folgende Flugzeugtypen:
- ATR 42
- 1 Boeing 727-200 (betrieben für die Regierung)
- 2 Boeing 737-700
- Douglas DC-3
- Douglas DC-4
- Fokker F28-4000
- Fokker F28-6000
- Iljuschin Il-18

## Zwischenfälle
- Am 1. Juli 1994 verunglückte eine Fokker F28-4000 der Air Mauritanie (Luftfahrzeugkennzeichen 5T-CLF), die in Nouakchott gestartet war, bei der Landung in Tidjikja. Die Maschine war zuvor in einen Sandsturm geraten, weshalb die Piloten mehrere Anflüge abbrechen mussten. Beim letzten Versuch setzte die Maschine hart auf der Landebahn auf, wodurch das Fahrwerk zusammenbrach. Die Fokker kam seitlich von der Piste ab und rutschte gegen einen Felsen. Dabei ging die Maschine in Flammen auf. Von den 93 Menschen an Bord starben 80, darunter die gesamte Besatzung sowie 76 der 89 Passagiere. Die 13 Überlebenden wurden schwer verletzt (siehe auch Air-Mauritanie-Flug 625).[3]